# Notenduif
De notenduif (Cryptophaps poecilorrhoa) is een vogel uit de familie Columbidae (duiven).

## Kenmerken
De notenduif heeft een lichaamslengte van 47 cm en is daarmee een van de grootste vruchtduiven. Zijn postuur komt ongeveer overeen met dat van de houtduif. In vergelijking met deze soort is de staart echter langer en de vleugels zijn duidelijk korter. Geslachtsdimorphie is niet aanwezig.
De kop- en halsveren zijn grijs. Het voorhoofd en de onderste borsthelft zijn helder lichtgrijs. De bovenste borsthelft en de mantel zijn donkergrijs. De buik is bruinachtig. De buikveren zijn breed geelbruin omzoomd, zodat een schubbentekening ontstaat. De mantel, de rug, de bovenste staartdekveren en de vleugels zijn donker olijfgroen. De staart is donker en vertoont aan het eind een smalle, felgele tot witgele band.

## Leefwijze
De notenduif is een betrekkelijk zeldzame soort en is tot nu toe slechts individueel gespot. Meestal zit ze in boomkruinen. Ze is niet luidruchtig en samen met haar onopvallend gevederte is ze derhalve zeer moeilijk te vinden. Het voedsel bestaat hoofdzakelijk uit palmzaden. Over het broedgedrag van deze soort is niets bekend.

## Verspreiding en leefgebied
De notenduif is endemisch in het gebergte van noordelijk en zuidoostelijk Sulawesi, een van de grotere eilanden van Indonesië. Dit eiland bevindt zich tussen Borneo en Nieuw-Guinea en heeft een oppervlakte van 189.216 km².